# وزارة جمال عبد الناصر الأولى
وزارة الرئيس جمال عبد الناصر الأولى هي الوزارة الثالثة والسبعون في تاريخ مصر وتشكلت في 25 فبراير 1954. صدر قرار تشكيل هذه الوزارة من مجلس قيادة الثورة المصرية بتوقيع أعضاء مجلس قيادة الثورة في نهاية القرار وتوقيع رئيسه جمال عبد الناصر بصفته رئيس مجلس قيادة الثورة حين ذاك وتولي بموجب القرار رئاسة مجلس الوزراء وتولي جمال سالم مهام نائب رئيس الوزراء.:31:32

## أعضاء الحكومة
| الوزارة                                  | الوزير             |
| ---------------------------------------- | ------------------ |
| رئيس مجلس الوزراء                        | جمال عبد الناصر    |
| نائب رئيس مجلس الوزراء ووزير المواصلات   | جمال سالم          |
| نائب رئيس مجلس الوزراء للشئون الاقتصادية | عبد الجليل العمري  |
| الحربية                                  | عبد اللطيف بغدادي  |
| الداخلية                                 | زكريا محيي الدين   |
| الخارجية                                 | محمود فوزي         |
| المالية والاقتصاد                        | علي الجريتلي       |
| الصحة العمومية                           | نور الدين طراف     |
| العدل وشئون رئاسة الجمهورية              | أحمد حسني          |
| الأوقاف                                  | أحمد حسن الباقوري  |
| الشئون البلدية والقروية                  | وليم سليم حنا      |
| المعارف العمومية                         | عباس مصطفى عمار    |
| الزراعة                                  | عبد الرازق صدقي    |
| الإرشاد القومي ووزير دولة لشئون السودان  | صلاح سالم          |
| الأشغال العمومية                         | أحمد عبده الشرباصي |
| الشئون الاجتماعية                        | كمال الدين حسين    |
| التجارة والصناعة والتموين                | حسن أحمد بغدادي    |
| الدولة للشئون العامة                     | محمد حلمي بهجت     |
| الدولة                                   | فتحي رضوان         |

## تعديلات
- أعقب تشكيل الوزارة تعيين عبد الفتاح حسن نائباً لوزير الدولة لشئون السودان.